# Holcocera limicola
Holcocera limicola é uma espécie de mariposa do gênero Holcocera pertencente à família Coleophoridae.